# Naevipenna cruttwelli
Naevipenna cruttwelli är en fjärilsart som beskrevs av Davis 1975. Naevipenna cruttwelli ingår i släktet Naevipenna och familjen säckspinnare. Inga underarter finns listade i Catalogue of Life.